# هاتشينوه (آوموري)
هاتشينوه مدينة تقع ضمن محافظة آوموري في اليابان، تأسست في 5/1/1929، بلغ عدد تعداد سكانها في 1 يناير – 2008 حوالي 241613 مساحتها الإجمالية حوالي 305.17 كم٢ لتصبح كثافة سكانها 792 نسمة لكل كيلو متر مربع.

## المناخ
يظهر الجدول التالي التغييرات المناخية على مدار السنة لهاتشينوه:
| البيانات المناخية لـهاتشينوه        | البيانات المناخية لـهاتشينوه | البيانات المناخية لـهاتشينوه | البيانات المناخية لـهاتشينوه | البيانات المناخية لـهاتشينوه | البيانات المناخية لـهاتشينوه | البيانات المناخية لـهاتشينوه | البيانات المناخية لـهاتشينوه | البيانات المناخية لـهاتشينوه | البيانات المناخية لـهاتشينوه | البيانات المناخية لـهاتشينوه | البيانات المناخية لـهاتشينوه | البيانات المناخية لـهاتشينوه | البيانات المناخية لـهاتشينوه |
| الشهر                               | يناير                        | فبراير                       | مارس                         | أبريل                        | مايو                         | يونيو                        | يوليو                        | أغسطس                        | سبتمبر                       | أكتوبر                       | نوفمبر                       | ديسمبر                       | المعدل السنوي                |
| ----------------------------------- | ---------------------------- | ---------------------------- | ---------------------------- | ---------------------------- | ---------------------------- | ---------------------------- | ---------------------------- | ---------------------------- | ---------------------------- | ---------------------------- | ---------------------------- | ---------------------------- | ---------------------------- |
| متوسط درجة الحرارة الكبرى °م (°ف)   | 2.6 (36.7)                   | 3.2 (37.8)                   | 7.0 (44.6)                   | 13.7 (56.7)                  | 18.3 (64.9)                  | 20.6 (69.1)                  | 24.3 (75.7)                  | 26.5 (79.7)                  | 23.1 (73.6)                  | 17.9 (64.2)                  | 11.6 (52.9)                  | 5.5 (41.9)                   | 14.5 (58.1)                  |
| المتوسط اليومي °م (°ف)              | −0.9 (30.4)                  | −0.5 (31.1)                  | 2.7 (36.9)                   | 8.5 (47.3)                   | 13.1 (55.6)                  | 16.2 (61.2)                  | 20.1 (68.2)                  | 22.5 (72.5)                  | 18.9 (66.0)                  | 13.0 (55.4)                  | 6.9 (44.4)                   | 1.8 (35.2)                   | 10.2 (50.4)                  |
| متوسط درجة الحرارة الصغرى °م (°ف)   | −4.2 (24.4)                  | −4 (25)                      | −1.3 (29.7)                  | 3.8 (38.8)                   | 8.7 (47.7)                   | 12.8 (55.0)                  | 17.1 (62.8)                  | 19.3 (66.7)                  | 15.2 (59.4)                  | 8.5 (47.3)                   | 2.6 (36.7)                   | −1.6 (29.1)                  | 6.4 (43.5)                   |
| الهطول مم (إنش)                     | 42.8 (1.69)                  | 40.1 (1.58)                  | 52.0 (2.05)                  | 64.3 (2.53)                  | 89.3 (3.52)                  | 105.8 (4.17)                 | 136.1 (5.36)                 | 128.8 (5.07)                 | 167.6 (6.60)                 | 87.2 (3.43)                  | 62.0 (2.44)                  | 49.1 (1.93)                  | 1٬025٫1 (40.37)              |
| متوسط تساقط الثلوج سم (إنش)         | 77 (30)                      | 75 (30)                      | 47 (19)                      | 3 (1.2)                      | 0 (0)                        | 0 (0)                        | 0 (0)                        | 0 (0)                        | 0 (0)                        | 0 (0)                        | 6 (2.4)                      | 40 (16)                      | 248 (98.6)                   |
| متوسط الرطوبة النسبية (%)           | 70                           | 70                           | 67                           | 65                           | 71                           | 81                           | 83                           | 82                           | 79                           | 73                           | 70                           | 70                           | 73                           |
| ساعات سطوع الشمس الشهرية            | 130.8                        | 129.6                        | 168.1                        | 188.9                        | 197.0                        | 167.7                        | 148.5                        | 167.1                        | 143.6                        | 161.3                        | 133.3                        | 124.5                        | 1٬860٫4                      |
| المصدر: Japan Meteorological Agency |                              |                              |                              |                              |                              |                              |                              |                              |                              |                              |                              |                              |                              |

## أعلام
- مينامي يوانو
- كاوري إيكو
- ماساكو كاتسكي
- تاكايوكي ميورا
- ماكوتو كوباياشي